# Dworzec Witebski (Petersburg)
Dworzec Witebski – jeden z dworców kolejowych Sankt Petersburga, w Rosji. 
Pierwszy drewniany budynek dworca, dla Kolei Carskosielskiej, powstał w 1837 roku, zastąpiony w 1851 roku przez nowy budynek według projektu rosyjskiego architekta Konstantina Thona. Na jego miejscu w 1904 zbudowano nowy gmach według projektu Stanisława Brzozowskiego.  Budynek stanowi przykład dojrzałego stylu akademickiego, promowanego przez carską  Akademię Sztuk Pięknych w Petersburgu.

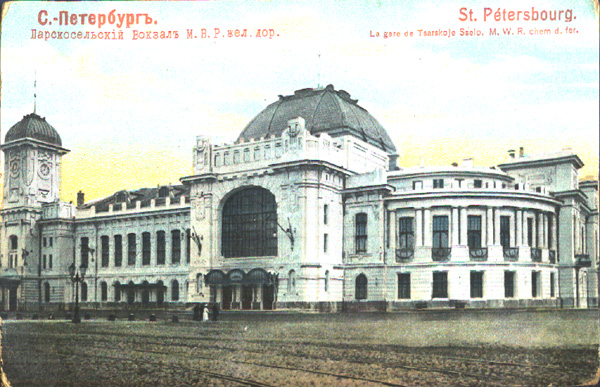
Widok dworca na początku XX wieku